# Ceylonthelphusa kandambyi
Ceylonthelphusa kandambyi là một loài giáp xác trong họ Parathelphusidae.